# Feitian Technologies
Feitian Technologies Co., Ltd. ist eine chinesische IT-Security Firma. Feitian ist Mitglied der FIDO-Allianz und ist für mehrere internationale Zahlungsdienstleister zertifiziert.
Feitian stellt IT-Security Produkte her unter anderem Security Keys, FIDO-Keys, Fingerabdrucksensoren, Zahlungsterminals, PKIs, QR-Scanner, Bluetooth-Beacons und JuBiter.